# Yeliz Başa
Yeliz Başa (ur. 13 sierpnia 1987 w Stambule) – turecka siatkarka grająca na pozycji atakującej. Od listopada 2018 roku występuje w drużynie Jakarta Popsivo.

## Sukcesy klubowe
Puchar KOVO:
- 2014

Mistrzostwo Japonii:
- 2015

## Sukcesy reprezentacyjne
Liga Europejska:
- 2014